# Palaemnema angelina
Palaemnema angelina är en trollsländeart som först beskrevs av Selys 1860.  Palaemnema angelina ingår i släktet Palaemnema och familjen Platystictidae. Inga underarter finns listade i Catalogue of Life.